# Le Parfum d'Yvonne
Le Parfum d'Yvonne is een Franse film van Patrice Leconte die werd uitgebracht in 1994. 
Het scenario is gebaseerd op de roman Villa Triste (1975) van Patrick Modiano.

## Verhaal
Gedurende de zomer 1958 leeft de jonge Victor ondergedoken in een hotelletje aan het Meer van Genève, ergens in het grensgebied tussen Frankrijk en Zwitserland. Hij geeft zich uit voor een graaf van Russische afkomst die op vakantie is en van zijn fortuin leeft. In werkelijkheid is hij een jonge Fransman die geen zin heeft om zijn dienstplicht te vervullen in volle Algerijnse Oorlog. Indien hij wordt opgeroepen zal hij naar het nabije Zwitserland vluchten.  
Op een dag ontmoet hij Yvonne, een verrukkelijke jonge vrouw die de allures heeft van een filmster. Ze leeft in een luxe hotel samen met haar hond en René Meinthe, een oudere excentrieke homoseksuele arts en zakenman. Victor sluit vriendschap met hen en Yvonne begint met hem te flirten. Het drietal brengt veel tijd samen door en doet leuke activiteiten. Victor raakt meer en meer betoverd door Yvonne. Hij stelt haar voor samen met hem naar de Verenigde Staten te reizen, hij om er schrijver te worden, zij om er haar droom grote filmrollen te spelen waar te maken. Hoe meer Victor zich echter inspant en toenadering zoekt, hoe meer zij hem uit handen glipt.

## Rolverdeling
| Acteur               | Personage                   |
| -------------------- | --------------------------- |
| Jean-Pierre Marielle | dokter René Meinthe         |
| Hippolyte Girardot   | Victor Chmara               |
| Sandra Majani        | Yvonne Jacquet              |
| Richard Bohringer    | de oom van Yvonne           |
| Paul Guers           | Daniel Hendrickx            |
| Corinne Marchand     | de bazin van 'Les Tilleuls' |
| Philippe Magnan      | Pulli                       |